# Reichenbachia deformata
Reichenbachia deformata är en skalbaggsart som först beskrevs av Leconte 1880.  Reichenbachia deformata ingår i släktet Reichenbachia och familjen kortvingar. Inga underarter finns listade i Catalogue of Life.